# Dynjandi
Der Dynjandi ['tɪnjantɪ] (oder Fjallfoss) ist ein Wasserfall des Flusses Dynjandisá im Nordwesten Islands.

## Name
Isländisch „dynjandi“ heißt zu deutsch „der Dröhnende, Tobende“.

## Wichtigste Daten
Er ist 100 m hoch und breit aufgefächert. Im Sommer stürzen hier 2 bis 8 m³/s in die Tiefe, und im Winter etwa die Hälfte. Der Wasserfall hat oben eine Breite von 30 m, unten hingegen von 60 m. Seit 1981 stehen der Wasserfall und seine Umgebung unter Naturschutz.

## Weitere Wasserfälle

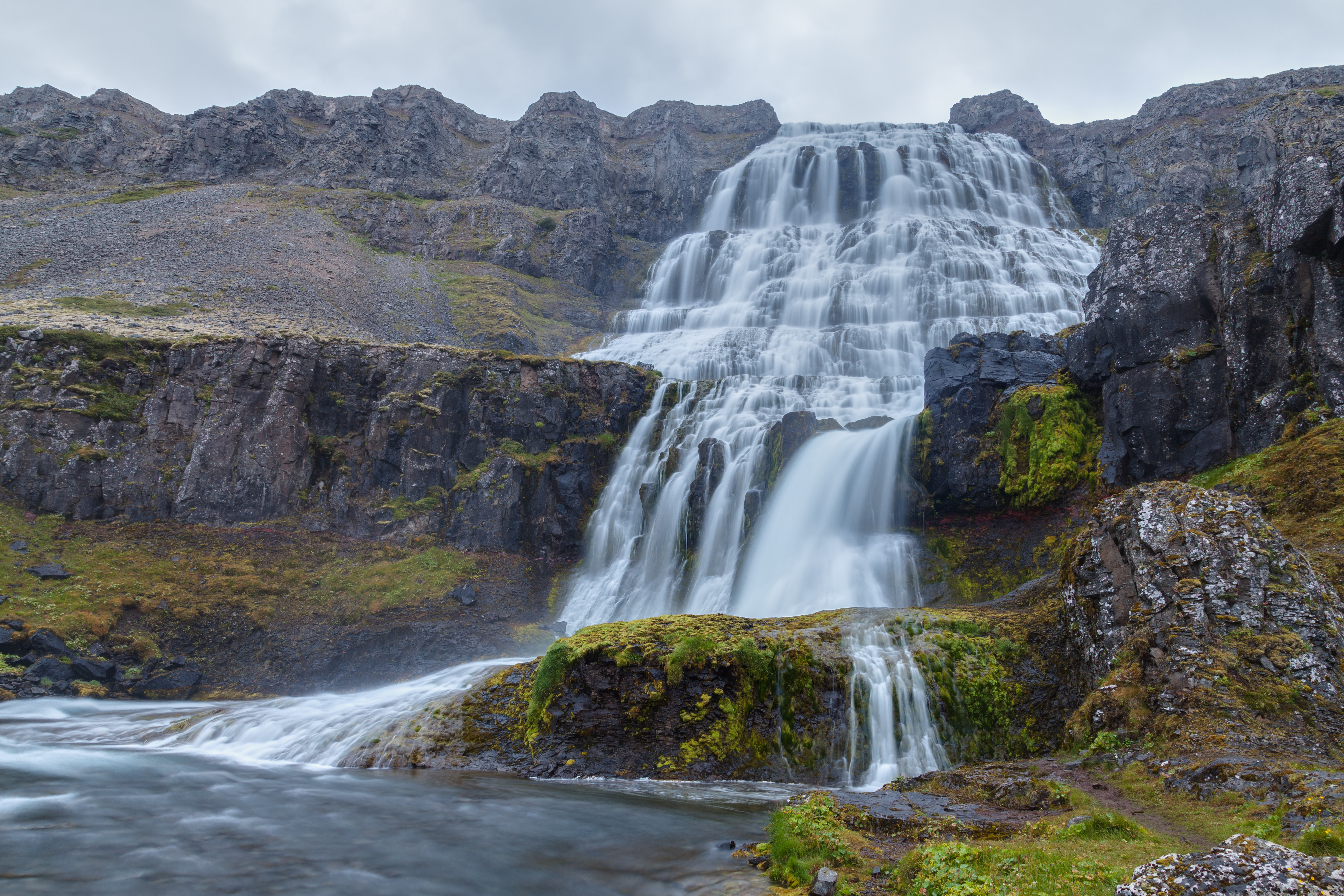
Dynjandi mit weiteren Wasserfällen

Gleich unterhalb des großen Fjallfoss folgen noch fünf kleinere Wasserfälle: Hundafoss (Dynjandisá), Göngufoss (hinter dem ein Durchgang existiert), Háifoss (Dynjandisá), Úðafoss, Bæjarfoss (Dynjandisá).
Kurz danach mündet der Fluss Dynjandisá in den Borgarfjörður (Arnarfjörður). An der Mündung befindet sich ein Campingplatz.

## Geologie
Der Untergrund besteht abwechselnd aus Lava- und Sedimentschichten, wobei die ältesten Laven ca. 13–14 Millionen Jahre alt sind.

## Filmschauplatz
In dem Film „Children of Nature – Eine Reise“ von Friðrik Þór Friðriksson feiern die beiden Hauptpersonen Stella und Geiri an diesem Ort.

## Verkehr und Tourismus
Der Dynjandi liegt sehr abgeschieden am Dynjandavegur , nicht weit vom Vestfjarðavegur  und ist ca. 73 km von Patreksfjörður entfernt. Um stundenlange Busfahrten von und nach Ísafjörður zu vermeiden, ankern einige Kreuzfahrtschiffe in der Bucht und tendern ihre Passagiere an Land.
Diese Gegend Islands ist touristisch noch wenig erschlossen.